# Erich Fried
Erich Fried (6. května 1921 Vídeň – 22. listopadu 1988 Baden-Baden) byl rakouský básník židovského původu. Proslul politickou i milostnou lyrikou.

## Život
Narodil se v židovské rodině ve Vídni. Po Anšlusu roku 1938 se mu podařilo utéct do Londýna, kde žil až do smrti. Utíkal v sedmnácti letech, jeho rodičům se to však nepodařilo – otec zemřel při výslechu, matka byla odsouzena na pět let do vězení.
Po příjezdu do Londýna pracoval jako pomocný dělník, později jako knihovník. Začal také pozvolna psát, nejprve do emigrantských časopisů. Po válce se rozhodl v Anglii zůstat, ale němčinu nikdy neopustil. Pracoval v BBC's German Service. Živil se též překlady z angličtiny do němčiny, zejména díla Dylana Thomase či Williama Shakespeara.
Od 50. let 20. století užíval metodou tzv. sociologického experimentu Bertolda Brechta. Byl řazen k tzv. konkrétnímu básnictví. Od 60. let byl komerčně velmi úspěšný, jeho Milostných básní se jen v Německu prodalo přes 200 000 výtisků.
Politicky byl spíše vlevo, ale roku 1968 odsoudil okupaci Československa vojsky Varšavské smlouvy.
Zemřel v Baden-Badenu, pohřben je na hřbitově Kensal Green v Londýně.